# 武定县
武定县（IPA：/lo33 di33 bu33/）是中华人民共和国云南省楚雄彝族自治州下属的一个县。全县面积2947平方千米，2020年总人口23.91万人，县政府驻狮山镇。

## 历史
宋孝宗淳熙元年即大理国利贞三年（1174年）为罗婺部。蒙古宪宗七年（1257年）立罗婺万户府。元至元七年（1270年）更置为北路总管府；至元十三年（1276年）改设武定路；至元二十年（1283年）置南甸县，为武定路辖地；至元二十六年（1289年）设和曲州，仍属武定路辖。明洪武十五年（1382年）改设武定路为武定军民府，为武定军民府和曲州南甸县；正德二年（1507年）撤南甸县；万历三十五年（1607年）改军民府为武定府，辖和曲州。清乾隆三十五年（1770年）降武定府为直隶州，撤销和曲州。民国二年（1913年）废直隶州为武定县。1950年属武定专区；1953年武定专区并入楚雄专区，武定隶属楚雄专区；1958年为楚雄彝族自治州辖至今。

## 地理

### 区位
武定县在云南省中北部，位于26°11′0″N 101°55′0″E / 26.18333°N 101.91667°E~25°20′0″N 102°29′0″E / 25.33333°N 102.48333°E之间。东倚禄劝县，南接富民、禄丰县，西邻元谋县，北与四川省会理县隔金沙江相望。全境南北长94公里，东西宽56公里，总面积2,948平方公里。县城狮山镇距省会昆明62公里，州府楚雄161公里。

### 地形地貌
武定县处于云贵高原西侧，地势东西两侧及西南部高，北部低，东西部较开阔。山区面积占96％。海拔最高点白龙会峰2,956米，最低点大沙地862米，平均海拔1,910米，县城狮山镇海拔1,712米。
海拔在2,500米以上的山峰有36座。

### 地质
武定县土地面积442.2万亩，其中，耕地面积27.2万亩（水田10.6万亩，旱地16.6万亩）；林业用地261.9万亩（林地150.3万亩），森林覆盖率25.4％。全县土壤共分紫色土、红壤、黄棕壤、棕壤、水稻土、燥红土、石灰岩土和冲积土8个土类、14个亚类、26个土属、62个土种。其中，紫色土占土地面积的42.2％，红壤占20.5％，黄棕壤占19.6％，棕壤占6.8％，水稻土占3.4％，其他土种占7.5％。

### 水系
武定县有22条长度在10公里以上的河流，其中21条属金沙江水系。最长河流勐果河79公里，径流面积1,738平方公里，平均径流总量3.78亿立方米，属金沙江支流。全县水能资源理论蕴藏量9.49万千瓦，可开发量4.45万千瓦，已开发1.39万千瓦。全县泉水量大于10千克/秒的“龙潭”有13处，5千克/秒的有56处，全年地下水量2.5亿立方米。

### 气候
武定县属亚热带高原季风气候，兼有大陆性气候和海洋性气候特点，气候温和，气温日差较大，年差较小，雨量充沛，干湿分明。由于地形高差悬殊，气候分布为燥热河谷区、温暖坝区、温和低山区、温凉山区、寒冷山区五种类型，立体气候明显。年均降雨量998毫米，雨量集中在5至10月；年均日照2,255.3小时，日照率为53％；年均气温15.1℃，极端最高温34.5℃，最低温-7.0℃；无霜期242天，相对湿度76％。
| 武定县气象数据（1981－2010） | 武定县气象数据（1981－2010） | 武定县气象数据（1981－2010） | 武定县气象数据（1981－2010） | 武定县气象数据（1981－2010） | 武定县气象数据（1981－2010） | 武定县气象数据（1981－2010） | 武定县气象数据（1981－2010） | 武定县气象数据（1981－2010） | 武定县气象数据（1981－2010） | 武定县气象数据（1981－2010） | 武定县气象数据（1981－2010） | 武定县气象数据（1981－2010） | 武定县气象数据（1981－2010） |
| 月份                         | 1月                          | 2月                          | 3月                          | 4月                          | 5月                          | 6月                          | 7月                          | 8月                          | 9月                          | 10月                         | 11月                         | 12月                         | 全年                         |
| ---------------------------- | ---------------------------- | ---------------------------- | ---------------------------- | ---------------------------- | ---------------------------- | ---------------------------- | ---------------------------- | ---------------------------- | ---------------------------- | ---------------------------- | ---------------------------- | ---------------------------- | ---------------------------- |
| 历史最高温 °C（°F）          | 24.5 (76.1)                  | 26.1 (79.0)                  | 29.2 (84.6)                  | 32.4 (90.3)                  | 32.8 (91.0)                  | 31.6 (88.9)                  | 32.7 (90.9)                  | 31.3 (88.3)                  | 31.7 (89.1)                  | 28.6 (83.5)                  | 25.7 (78.3)                  | 22.6 (72.7)                  | 32.8 (91.0)                  |
| 平均高温 °C（°F）            | 16.7 (62.1)                  | 19.2 (66.6)                  | 22.5 (72.5)                  | 25.7 (78.3)                  | 26.3 (79.3)                  | 26.0 (78.8)                  | 25.9 (78.6)                  | 26.2 (79.2)                  | 24.7 (76.5)                  | 22.4 (72.3)                  | 19.1 (66.4)                  | 16.2 (61.2)                  | 22.6 (72.7)                  |
| 日均气温 °C（°F）            | 7.3 (45.1)                   | 9.4 (48.9)                   | 12.8 (55.0)                  | 16.8 (62.2)                  | 19.9 (67.8)                  | 21.0 (69.8)                  | 20.7 (69.3)                  | 20.2 (68.4)                  | 18.8 (65.8)                  | 16.3 (61.3)                  | 11.6 (52.9)                  | 7.7 (45.9)                   | 15.2 (59.4)                  |
| 平均低温 °C（°F）            | 0.3 (32.5)                   | 1.5 (34.7)                   | 4.3 (39.7)                   | 8.7 (47.7)                   | 14.3 (57.7)                  | 17.3 (63.1)                  | 17.5 (63.5)                  | 16.7 (62.1)                  | 15.4 (59.7)                  | 12.7 (54.9)                  | 6.6 (43.9)                   | 1.8 (35.2)                   | 9.8 (49.6)                   |
| 历史最低温 °C（°F）          | −7.0 (19.4)                  | −5.0 (23.0)                  | −3.5 (25.7)                  | 0.7 (33.3)                   | 5.1 (41.2)                   | 10.2 (50.4)                  | 11.8 (53.2)                  | 10.3 (50.5)                  | 6.1 (43.0)                   | 4.4 (39.9)                   | −2.2 (28.0)                  | −6.4 (20.5)                  | −7.0 (19.4)                  |
| 平均降水量 mm（）            | 15.0 (0.59)                  | 12.9 (0.51)                  | 15.3 (0.60)                  | 25.2 (0.99)                  | 85.1 (3.35)                  | 188.2 (7.41)                 | 198.2 (7.80)                 | 163.9 (6.45)                 | 122.0 (4.80)                 | 94.5 (3.72)                  | 34.7 (1.37)                  | 12.1 (0.48)                  | 967.1 (38.07)                |
| 平均相對濕度（％）           | 73                           | 66                           | 63                           | 60                           | 66                           | 79                           | 84                           | 84                           | 82                           | 81                           | 79                           | 78                           | 75                           |
| 来源：中国气象局气象数据中心 |                              |                              |                              |                              |                              |                              |                              |                              |                              |                              |                              |                              |                              |

### 资源

#### 矿产资源
矿产有钛、铜、铁、铝、锌、磷、石膏、石棉、大理石、木纹石等10多种。其中，已初步探明铁矿储量2.46亿吨，钛矿1,800万吨，铜矿6.7万吨，铅锌矿9.4万吨，芒硝矿5,884万吨，木纹石34.8亿立方米。

#### 生物资源
有种子植物137科、538属、1,157种。其中有乔木类198种，主要树种有云南松、华山松、油杉等，珍贵树种有楸木、香樟、紫金杉、柏树等。菌类有松茸、牛干菌、干巴菌、鸡枞、木耳、香菌等。中药材有重楼、茯苓、黄芩、金银花、杜仲、半夏等700余种。野生动物种类繁多，珍稀兽类有金猫、水獭、斑林狸、猕猴、穿山甲、林麝等，珍稀鸟类有鸬鹚、游隼、红隼、黑鸢、松雀鹰、白鹇、白腹锦鸡、黑颈长尾雉、啄木鸟、楔尾绿鸠等，珍稀两栖类有红螺疣螈等，爬行类有蟒等。

### 自然灾害
1995年，武定发生6.2级地震，造成53人死亡，13903人受伤。

## 行政区划
武定县下辖7个镇、3个乡、1个民族乡：
狮山镇、高桥镇、猫街镇、插甸镇、白路镇、己衣镇、万德镇、田心乡、发窝乡、环州乡和东坡傣族乡。

## 人口
2020年第七次人口普查结果，武定县总人口（常住人口）共有239,059人，城镇人口90,360人（占37.80%），乡村人口148,699人（占62.20%）。共有男性121,333人、女性117,726人，性别比为103.06。0—14岁人口共43,961人（占18.39%），15—59岁人口共154,791人（占64.75%），60岁及以上人口共40,307人（占16.86%），其中65岁及以上人口共29,572人（占12.37%）。大学专科学历及以上人口有16,252人，15岁以上的文盲有6,301人，占15岁以上人口的3.23%。

## 经济
烟草等种植业、畜禽养殖业、矿产业、特色旅游业成为地方经济支柱产业。
2022年，武定县生产总值达136.37亿元，按可比价格计算，比上年增长5.1%。其中第一产业增加值32.60亿元，增长5.2%；第二产业增加值49.47亿元，增长10.9%；第三产业增加值54.30亿元，增长0.5%。三次产业结构为23.9∶36.3∶39.8。人均生产总值57,892元。城乡常住居民人均可支配收入分别为45,202元、14,419元。职工年平均工资98,570元。地方一般公共预算收入3.96亿元，人均1,679元。地方一般公共预算支出25.47亿元，人均10,814元。

## 交通
- 京昆高速、 武晋高速、 108国道过境。

## 民族文化
武定县有16种少数民族，民族文化底蕴丰厚，民族风情浓郁，各民族均有自己的服饰、饮食、婚丧嫁娶、民族工艺品、文学、歌舞等艺术文化。民族文物有“十月太阳历法”、彝文典籍171部、土司墓、土司府、彝文碑130余座（块）等。世界最古老的彝族十八月太阳历在境内发现。目前收集到民族器乐曲129曲、民歌918首，《小雀调》等16首彝族民歌曾由云南人民出版社出版发行。民族舞蹈内容丰富、形式多样，仅跌脚舞就有500多个套路。民族节日有彝族的“二月八”（龙抬头）、“三月十三”（马樱花）、“六月二十四”（火把节），苗族的“花山节”，傣族的“泼水节”等。

## 旅游
有“西南第一山”美誉、“佛教八小名山之首”桂冠的武定狮子山，集雄、古、奇、秀为一体。狮子山正续禅寺，以明惠帝朱允坟遁迹为僧的传说和独一无二的建筑塑像而别具一格，加之古印度高僧指空禅师建寺的业绩以及历代文人雅士吟咏不绝的诗文楹联，更增添了人们的游趣。近年在景区内引种9大色系、120多个品种4.5万余株牡丹，建成西南最大的牡丹园。待开发的旅游资源有土司遗址、响水箐、新村湖等。